# Agathürszök

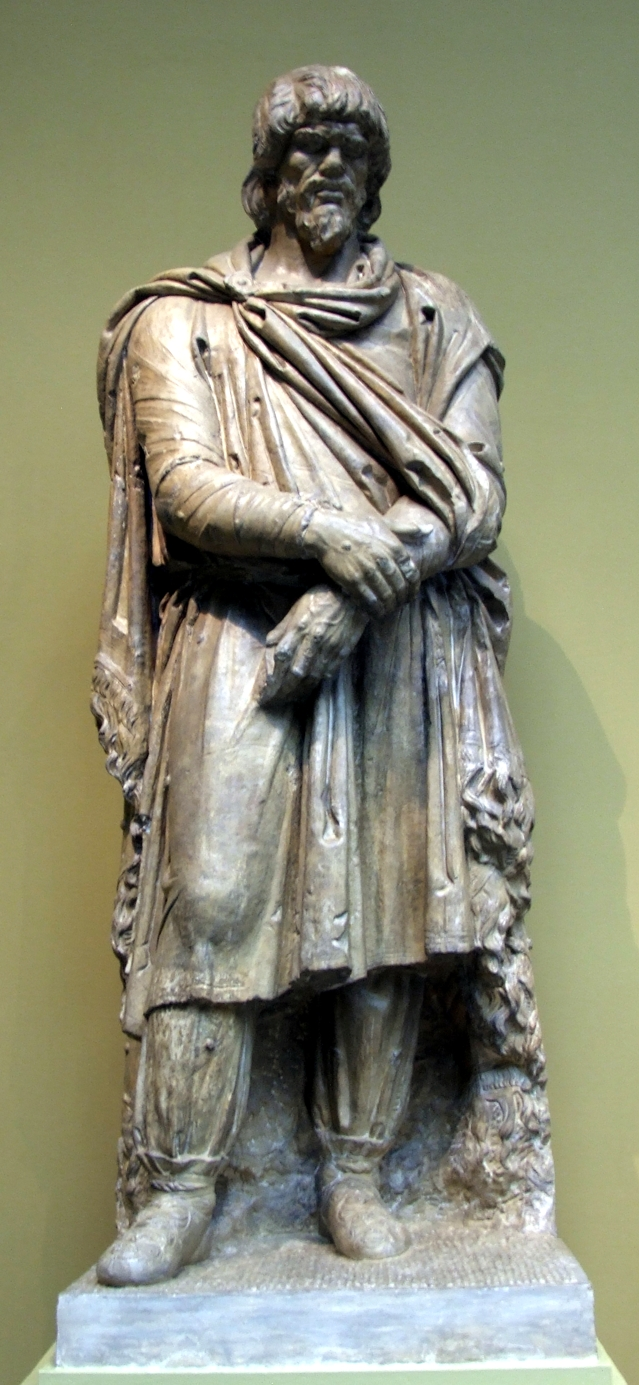
Dák férfiú szobra

Az agathürszök – a görögök szerint agathürszoi, agathürszioi (αγαθυρσοι, αγαθυρσιοι) – Hérodotosz szerint a királyi szkíták rokonai voltak. Bizonyára a szkíták szövetségéhez tartoztak.
Az i. e. 8–5. században Kelet-, illetve Délkelet-Európa erdős pusztáit – a Dnyeszter, a Prut, a Szeret vidékét, a Havasalföldet, az Erdélyi-medencét, az Alföld nagyobb részét, valamint a Kisalföld északi felét – szkíta népesség uralta. A régészek általánosságban korai szkítáknak nevezik őket. Gyakran – mindazonáltal helytelenül – Homérosz mesebeli kimmerioi népét, illetve a kis-ázsiai kimmereket is emlegetik velük kapcsolatban.
A korai szkíták különböző csoportjait különböző időkben eltérő nevekkel ruházták fel. A Dnyeszter, a Prut és a Szeret vidékén, valamint az Erdélyi-medencében honos népesség neve az i. e. 5. századi híradásokban agathürszök (αγαθυρσοι). A kelet-európaiakat, nyilván lakóhelyük (Türész: Τυρης: Dnyeszter) után türegetai (τυρεγεται) néven is említik, későbben pedig már csak e címmel illetik őket. Az Erdélyi-medence lakosainak megszólítása utóbb dákok (dakoi: δακοι), a Havasalföldön tanyázóké pedig géták (getai: γεται). Az Alföldön és a Kisalföldön élő népességről nem szólnak híradások, nevüket nem jegyezték fel.
Alföldünk szkíta lakosaival kapcsolatban nem ritkán a szigünnák (σιγυνναι) nevét is szóba hozzák. Hérodotosz azonban őket nem szkítának nevezi, hanem madai (méd) gyarmatosoknak. A trákok birodalmától északra telepedtek le, vélhetően a Havasalföldön, és talán Alföldünkön, illetve a Dráva–Száva vidékén is jelen voltak. Birtokaik, Hérodotosz szerint, nyugaton megközelítették a mai Veneto tartományt.
Az agathürszök nemzetségét szkíták által uralt trák népességnek, illetve trák eredetű népnek is tekintik. Sztephanosz Büzantiosz nyomán olykor a Rodope hegység területén hajdan élt trauszoi nevű trák csoporttal is azonosítják őket.
Az agathürsz nevet (bár későbbi híradásokban is felbukkan olykor) csupán az i. e. 5. századig használták. Az i. e. 4–3. században a keleten letelepedett korai szkíták, beleértve az Erdélyi-medence lakóit is, a trákokhoz hasonultak, az Alföld lakói pedig a kelták fennhatósága alá kerültek.
A szkíták, illetve kelet-európai elődeik a kőrézkortól kezdődően több ízben is beköltöztek a Kárpát-medence területére. Nem az agathürszök voltak e vidék első szkíta gyarmatosai, elsőként azonban hozzájuk tudunk nevet rendelni.

## Eredetük meséje a pontoszi görögök szerint
A Fekete-tenger északi partján letelepedett görögök, illetőleg Hérodotosz szerint a kelet-európai szkíta népek, illetve névadó őseik Héraklész és egy kettős természetű, leány és vipera (ekhidna: εχιδνα) alakjában megtestesült teremtmény leszármazottai. A legidősebb fiú Agathürszosz (Αγαθυρσος), a középső Gelónosz (Γελωνος), s a legkisebb Szküthész (Σκυθης). Ismereteink, illetve Hérodotosz szerint a gelónoi (γελωνοι) nevű nép görög származású volt.
„Igy beszélnek a scythák mind önmagokról mind az országukon tuli vidékről. De a hellenek közől azok, kik a Pontust lakják, igy: Hercules elhajtván Geryon ökreit, megérkezett e földre, mely pusztaság volt s melyet most a scythák foglalnak el. Geryon lakta pedig a Pontuson túli népes szigetet, melyet a görögök Erythiának neveznek, a gádok szomszédságában az Oceanon tul a herculesi oszlopokon. És szóval állítják, hogy az Oceán a napkelettől kezdve foly az egész föld körül, de tettleg be nem bizonyitják. Innen érkezett legyen Hercules a most Scythiának nevezett országba; mert zivatar és hideg lepte meg s ő betakarván magát oroszlánbőrrel, elaludt; kanczái pedig, melyek szekeréből valók voltak, ezen idő alatt legelvén, eltűntek isteni végzés által.A mint Hercules fölébredt, kereste. bejárta az egész tartományt s végre megérkezett az ugynevezett Hyläa földére. Itt talált egy barlangban bizonyos félszűzű kéttermészetű viperát; melynek felső része az alfelig nő, alább pedig kigyó. Látván és csudálván őt, kérdezte, valjon látta-e valahol eltévedt lovait. Az pedig válaszolt, hogy nála vannak, s nem adja neki vissza, mielőtt vele nem közösül. S Hercules közösült vele ezen bérért, de az halogatta a lovak kiadását, minél több ideig akarván együtt lenni Herculessel. Ez pedig lovait kivánta elvinni s távozni. Végre visszaadván neki mondá: »Ezen kanczákat, melyek ide jöttek, megőriztem a számodra. Te viszont jutalmat adtál; mert három fiam van tőled. Magyarázd meg, mit kell nekem velök csinálnom, ha fölserdülnek; valjon itt telepitsem-e le, mint hogy én birom ezen ország uralmát, vagy hozzád küldjem-e?« – Az ugyan ezeket kérdezte; ő pedig, mondják, erre válaszolt: »Ha férfiasodottakká fogod látni a fiukat, nem hibázhatnál ezt cselekedve: a kit látandsz közölök, hogy ezen ijat igy fesziti, és ezen ővvel igy ővezi magát, azt tedd ezen országnak lakosául. A ki pedig közőlök e munkában, melyeket parancsolok, fogyatkozni fog, küldd ki az országból. Ezt cselekedvén, magadnak is lesz örömed, s kívánságaimat is teljesitended.«Ő tehát feszitvén az ijak egyikét, mert eddig kettőt szokott viselni Hercules, és megmutatván az övet átadta az ijat és az övet, melynek végeresztékén arany csésze függött, s ezt átadván, eltávozott. A nő pedig, midőn született fiai férfiasodtak vala, s részint neveket adott nekik: az, elsőnek, Agathyrs, a másodiknak, Gélon, s a legifjabbnak, Scythes; részint megemlékezvén a megbizásról, végrehajtotta a parancsokat. Ugyanis fiaiknak ketteje, Agathyrs és Gélon, nem levén képesek kivinni a kitüzött feladatot, elmentek az országból, kihajtatva anyjok által; Scythes pedig, a legifjabb, véghezvivén azt, megmaradt az országban. És Scythestől, Hercules fiától, származtak a scytháknak folytonos királyai; s azon csésze emlékezetére még mostanig is az övekről lefüggő csészéket viselnek a scythák. Egyedül ezt az egyet gondolta ki Scythes javára az anyja. Ezt beszélik pedig a Pontust lakó görögök.” – Hérodotosz: IV. könyv, 8–10. szakasz (Télfy János fordítása).

## Nevük
Sztephanosz Büzantiosz szerint Peiszandrosz o Larandinosz nevüket Dionüszosz, görög istenség jellegzetes eszközével, botjával (thürszosz: τυρσος) kapcsolta össze. Vasmer iráni nyelvekből levezetett magyarázata: aghá (gonosz), *dars (megjelenés, külső). Az agathürsz név jelentése eszerint gonosz külsejűek. Fischer Károly Antal szófejtése szerint a kifejezés tartalma: aga-törzs.
Szóba kerül olykor még velük kapcsolatban a thüsszagetai (θυσσαγεται) név – Valerius Flaccus Argonautica című művében thyrsagetae – is. Említettek, bizonyára szkíta nép, a kelet-európai puszta keleti felében, Hérodotosz szerint a Hürgisz (Υργις) vagy Szürgisz (Συργις: Donyec), a Tanaisz (Ταναις: Don), az Oarosz (Οαρος: Volga) és a Lükosz (Λυκος: az Urál) folyó vidékén laktak.

## Szokásaik
Hérodotosz fényűző életmódot és különös szokást tulajdonít nekik. Sok aranyat viseltek, és nőközösségben éltek, asszonyaikat közösen birtokolták.
A Problemata (Pszeudo-Arisztotelész munkája) szerint törvényeiket ünnepélyesen szavalták, nehogy elfeledjék őket. E nép fiai – több író szerint – bőrükre rangjukat jelző bélyegeket mázoltak, hajukat pedig sötét kékre festették.

## Történetük

### A ködbe vesző kezdetek

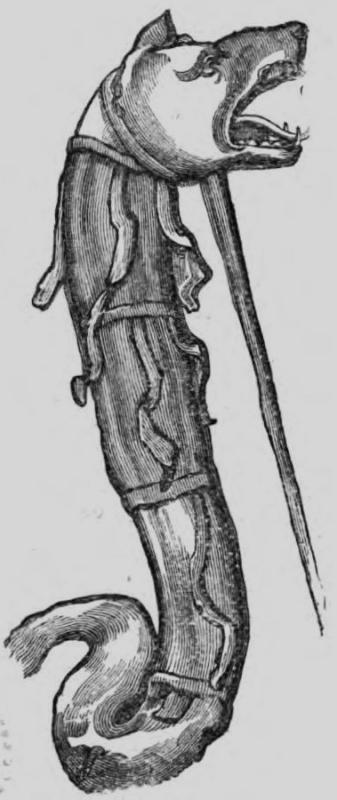
A szkíta népek hadi jelvénye: nyitott szájú sárkánykígyó

Az i. e. 8. században a királyi szkíták elköltöztek ősi lakóhelyükről, a Donyec, a Don, a Volga és az Urál folyó vidékén elterülő pusztáról. Megszállták a Kaukázus északi előterét és a kelet-európai puszta nyugati felét, birtokba vették a Kaukázus és a Dnyeszter közötti területeket. Az i. e. 7. század első felében betörtek a Kaukázuson túli vidékre is.
A kelet-európai puszta korábbi lakói, a régészek által korainak nevezett szkíták, nyugat felé vonultak. Megszállták a Dnyeszter, a Prut és a Szeret vidékét, valamint Délkelet-Európa erdős pusztákkal borított tartományait: a Havasalföldet, az Erdélyi-medencét, az Alföld nagyobb részét, valamint a Kisalföld északi felét. Megjelentek Közép-Európa egyes vidékein, pl. a mai Lengyelország területén is.
A Keleti-Balkánt, a Dnyeszter, a Prut és a Szeret vidékét, az Erdélyi-medencét, valamint a Tiszántúl területét a késői bronzkor óta trákok birtokolták. E helyeken szkítáink a trákok urai lettek, velük összeötvöződtek. Alföldünkön az urnamezős és a Kyjatice csoport rovására terjeszkedtek. Lengyelország területén egy időre befolyásuk alá vonták a lausitzi csoportot.

### A perzsák európai hadjárata
I. Dárajavaus, perzsa király a Boszporusznál seregeivel átkelt Európába, és a trákok, illetve a királyi szkíták földjére tört. A Balkán-hegységtől délre lakó trákok meghódoltak, a Havasalföldön, az Al-Duna jobb partján honos trák–szkíták azonban ellenálltak, ám végül ők is hűbéres sorsra jutottak.
A perzsák európai hadjárata (i. e. 516–512.) kapcsán a királyi szkíták szövetséget ajánlottak a szomszédos népeknek (tauroi, agathürszoi, neuroi, androphagoi, melankhlainoi, gelónoi, boudinoi, szauromatai), mondja Hérodotosz. A felsoroltak közül azonban csak a gelónoi, boudinoi és szauromatai nép vett részt az ellenállásban.
„… a Scythák azok felé vonultak vissza, a kik megtagadták szövetségöket; és pedig először a Melanchlänok földére; s miután ezeket a betörő Scythák és Perzák megriasztották, a Scythák előre mentek az Androphágok vidékeire; s ezek is megrémülvén visszavonultak Meurisba; s ezeket is megijesztvén hátrálva mentek a Scythák az Agathérsok felé. Az Agathyrsok látván hogy szomszédaik a Scythák elől megfutamodtak s rémülésben voltak, mielőtt a Scythák hozzájok betörnének hirnököt küldöttek s megtiltották a Scytháknak határaikon átlépni…” – Hérodotosz: IV. könyv, 125. szakasz (Télfy János fordítása).
A királyi szkíták nem ütköztek meg a perzsákkal. Ehelyett elpusztítottak mindent, ami az ellenség számára hasznos lehetett, s ennek okán Dárajavaus hadjárata kudarccal végződött.
Hérodotosz az agathürszoi nép egyik királyát, illetve viselt dolgait is említi: Szpargapeithész (Σπαργαπειθης) tőrbe csalta, s megölte a királyi szkíták Ariapeithész (Αριαπειθης) nevű uralkodóját. Az esemény az i. e. 5. század közepe táján történt.

### Más népek között
Az i. e. 5. század végén kelta csoportok vándoroltak kelet felé a Duna mentén, s elérték a Kisalföld vidékét. Az i. e. 4. században megszállták az Alföldet, majd az i. e. 3. században a Kárpát-medence egész területét birtokba vették. Az Alföld szkíta lakossága, jelek szerint, hosszú ideig jószerével zavartalanul élt, követte szokásait stb. a kelta uralom idején is.
Az agathürszoi név ezek után sem tűnt el a híradásokból, tudósítóink azonban semmi újat nem jegyeznek fel e néppel kapcsolatban. Lakóhelyüket a kelet-európai pusztán jelölik ki. Ptolemaiosz történetesen – ámbár tévesen – a Balti-tenger vidékén. Nem ritkán felemlítik kék hajukat, miként Plinius teszi. Ammianus Marcellinus gyémántokat termő lakóhelyükről, illetve bőrük és hajuk festésének szokásáról értekezik. Másként fogalmazva: szerzőink a régi adatokat próbálták, olykor némileg kiszínezve, saját korukhoz illeszteni, azokat nemigen tudták kiegészíteni. Az agathürszoi nép, pontosabban csak nevük, időközben már eltűnt a történelem színpadáról.
A hunok uralma idején felbukkanó akatiroi (ακατιροι) nevet – első ízben Priszkosz munkájában szerepel – szintén kapcsolatba hozzák velük. A szóban forgó nép azonban inkább hun, illetve török lehetett, mint szkíta. A nevek hasonlósága mindenesetre megfelelő ok a találgatásra.

### További sorsuk
A régészek által korainak nevezett szkíták, kisebbségben, néhány száz év alatt összekovácsolódtak az általuk uralt népekkel. A Kelet-Európában, a Havasalföldön, az Erdélyi-medencében, illetve a Tiszántúlon lakók a trákokhoz hasonultak. Az agathürszoi nevet az i. e. 4. században már nem használták. E vegyes, trák–szkíta népességek sorsa azután különbözőképpen alakult.
A kelet-európaiak (türegetai) egy része vélhetően az i. e. 2. században a Közép-Ázsiából kivándorló, szarmatának címzett szkíta alánokhoz, pontosabban az alán szövetség törzseihez – ászik, avagy jazigok és roxolánok – csatlakozott.
A Havasalföldön élő getai nevű nemzetség egy részét – az Al-Duna jobb partján élő népességet – Trákiával, vagyis az Odrüszi Királysággal együtt – időszámításunk kezdete táján bekebelezte a Római Birodalom. Moesia országrészt Augustus császár uralkodásának utolsó éveiben szervezték római tartománnyá, Trákia pedig valamivel később jutott hasonló sorsra. Az Al-Duna bal partján élő trák–szkíták egy része feltehetően az alánokhoz szegődött.
Az erdélyi dákok országuk összeomlása (i. sz. 106.), a római hódítás nyomán szétszóródtak, többségük valószínűleg a környező népeknél lelt menedékre.
Alföldünk korai szkíta, kelta, dák stb. lakóit – az i. sz. 1. század elején a Duna és a Tisza között élőket, az i. sz. 2. század elején a Tiszántúlon lakókat is – uralma alá vonta az alánok szövetsége.

## Örökségük

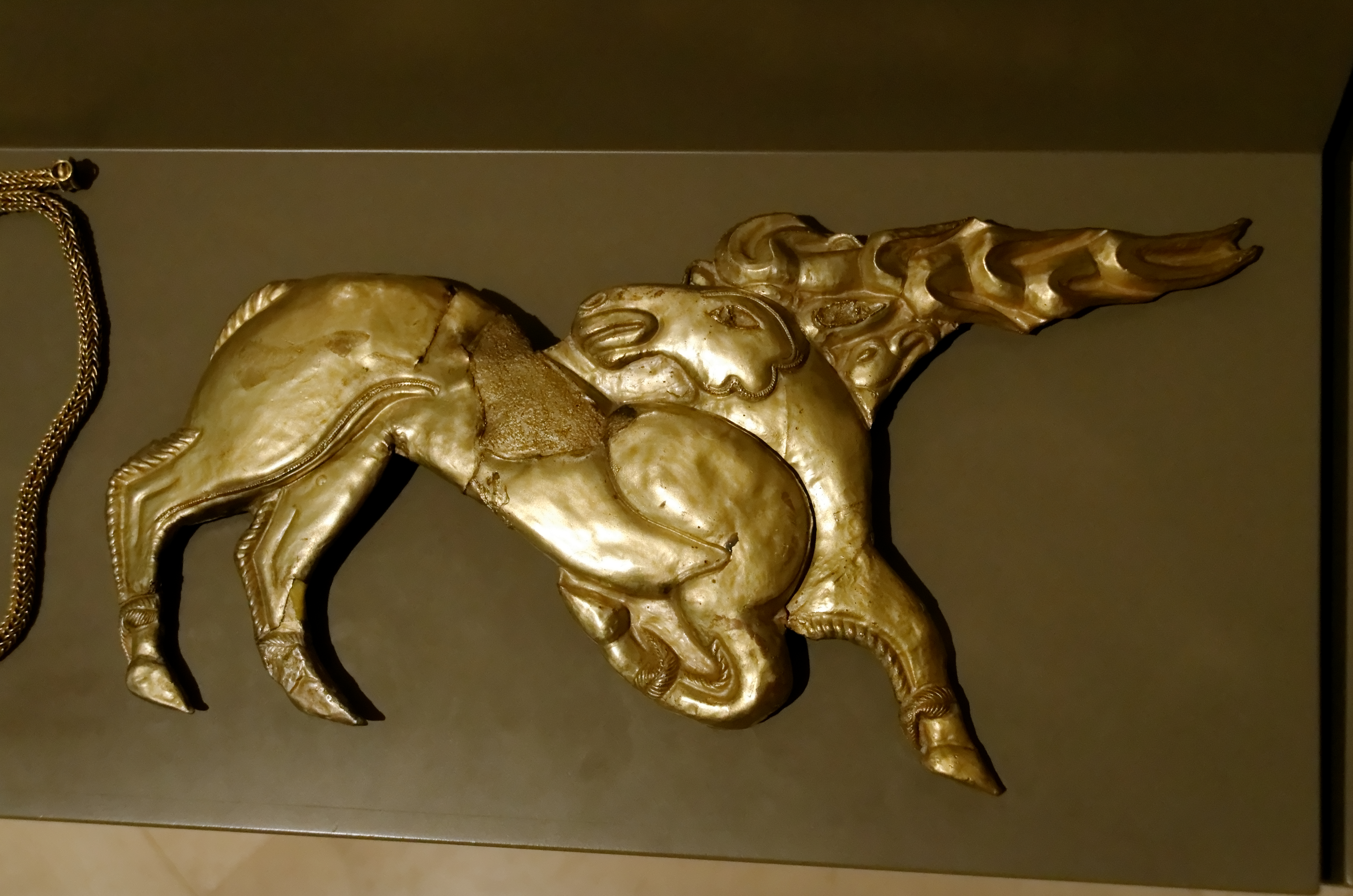
Korai szkíták kincse. Magyarország, Mezőkeresztes: Zöldhalompuszta

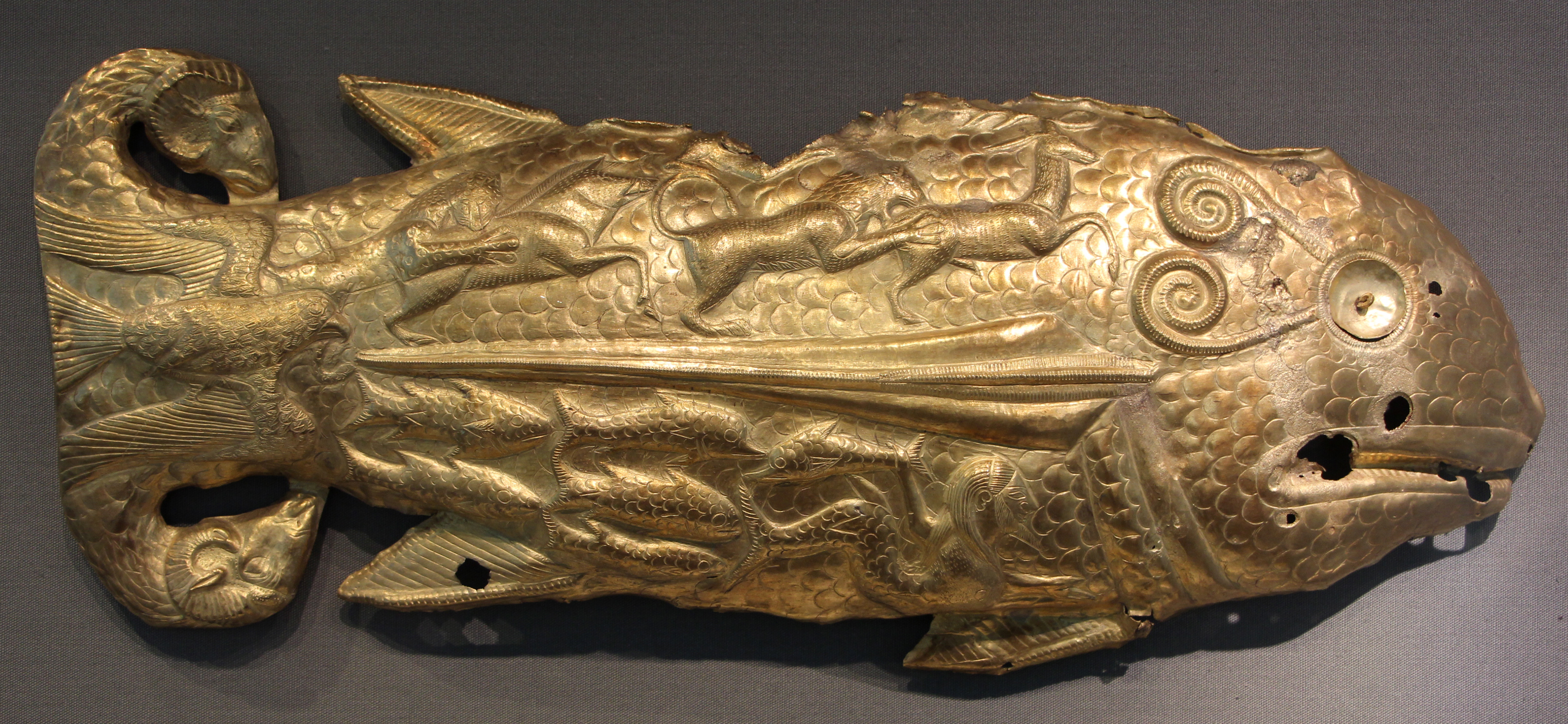
Korai szkíták kincse. Lengyelország, Witaszkowo

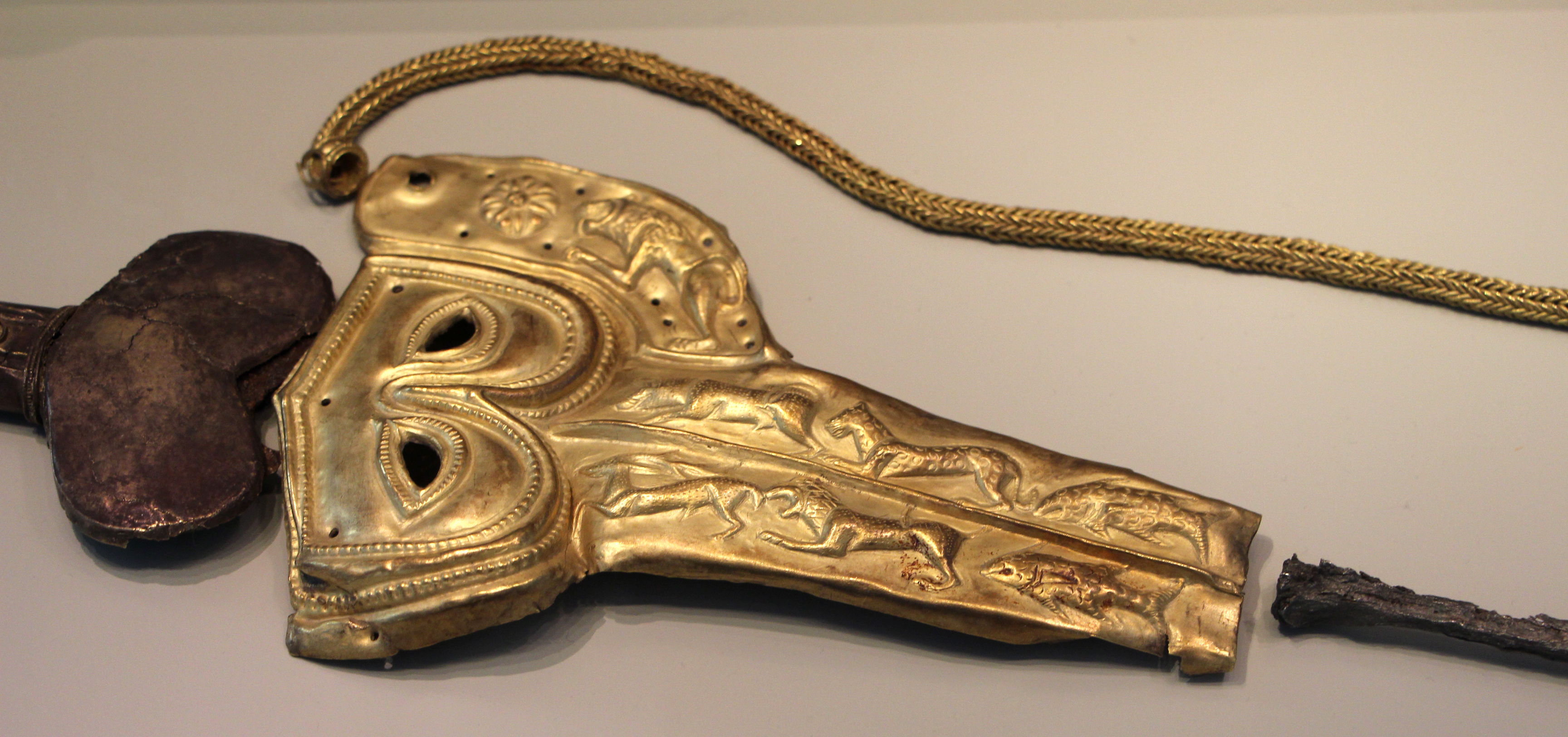
Szkíta dákos és arany hüvelye. Lengyelország, Witaszkowo

A Délkelet-Európában letelepedett korai szkíták eszközei, eljárásai és eszméi – mindenekelőtt azonban az általuk meghonosított vasművesség – új korszakot teremtettek a Kárpát-medencében és Európa szomszédos vidékein. Régészek a korai vaskor (i. e. 8. század) egyszerűbb, szegényesebb leleteit a korai szkítáknak tulajdonítják, a középső vaskor (i. e. 7–4. század) tárgyait pedig a királyi szkítáknak, jóllehet nincsen rá egyértelmű bizonyíték, miszerint a műveltség tárgyi elemeivel együtt a népesség is kicserélődött volna. Az új korszakot inkább a kereskedelmi stb. kapcsolatok teremtették meg, részben pedig belső fejlődés eredményeképpen jöhetett létre.
Az említett időszak tárgyi műveltségének legfontosabb elemei a szkíta lószerszám, a fegyverzet. A művészetben a szkíta istenségek, mesés jellegekkel felruházott állatok, illetve a mindennapi élet jeleneteinek ábrázolása. A tárgyak többsége a Kárpát-medencében ott került elő, ahol a korai szkíták nagyobb tömbben telepedtek le, vagyis az Erdélyi-medencében és az Alföldön.
A szkíták jelenléte a Kárpát-medence helyneveiben is nyomot hagyott. Bizonyosan szkíta eredetű pl. a Duna megnevezése. Jeles folyónk a szkíták egyik istenségének nevét örökölte.

## A korai és a középső vaskor a Kárpát-medencében
A kárpát-medencei vaskor a vasból készült tárgyak használatának elterjedésétől (i. e. 8. század) a római hódítások koráig, azaz nagyjából időszámításunk kezdetéig tartó időszak. E majdnem ezer évet magában foglaló korszakot általában három szakaszra osztják fel. A korai és a középső vaskor magában foglalja a régészek által „preszkíta”, illetve „szkíta” névvel illetett időt, a késői vaskor pedig a kelták ideje.
Az első vastárgyakat a korai szkítáknak is nevezett kelet-európai pásztornép előőrsei honosították meg a Kárpát-medencében. Ők még csak az Alföld és a Kisalföld vidékét szállták meg. Kicsiny temetőiket a Duna–Tisza közén, a Vajdaságban és Nyugat-Szlovákiában tárták fel.
A szakemberek egy része úgy véli, hogy a Kárpát-medence keleti felébe az i. e. 7–6. században beköltözött kelet-európai népesség a „szkítákat” képviselte. (Legtöbbször a kelet-európai pusztán egykor honos királyi szkítákat nevezték és nevezik – hanyagul – szkítáknak.) A királyiak nagyjából a Donyec és a Déli-Bug, illetve az Al-Duna között nyújtózkodó pusztát foglalták el, a puszta nyugati peremén és Délkelet-Európában ellenben az agathürszoi nép telepedett le. Következésképpen a Kárpát-medencébe költözők újabb hullámát is bizonyára ők képviselték.
Az újonnan bevándorló népesség az Erdélyi-medencében és a Tiszántúlon a késő bronzkori Gáva műveltség népességének, azaz a trákoknak lett ura. A helyi lakosság életében nem okozott törést a hódítás. A helyben lakók és a jövevények hamarosan virágzó gazdaságot és kézműipart teremtettek. Településeik számosak és jelentős kiterjedésűek. A régészek a korai szkíták teremtette műveltséget Alföld-csoportnak, illetve legfontosabb lelőhelye nyomán Vekerzug műveltségnek nevezik. Leleteit az Alföldön kívül Erdélyben, a Dunántúlon és a Kisalföld északi felében is megtalálták. E műveltség sajátja mindenekelőtt a szkíta fegyverzet, a lószerszám és az állatalakokkal díszített tárgyak.
A szkíta fegyverzet legfontosabb eleme a visszacsapó íj, valamint a hozzá tartozó nyilak és háromélű bronz nyílhegyek. A közelharc eszköze a vasból kovácsolt szigony, a szekerce és a rövid kard, azaz a dákos. A lovakat vasból készült zablával és a hozzá csatlakozó kantárszíjjal irányították. A szíjakat bronzból készült, gyakorta aranyozott gombokkal, szíjelosztókkal szerelték fel. A szkíta díszítőművészet gyakran felbukkanó eleme a szarvas és a ragadozó, illetve a ragadozó madár.
Az ókor tudósítói a szkíta népeket makacs következetességgel vándorló pásztoroknak nevezték. Leírásaik alapján általában a mai népszerűsítő kiadványok stb. is ugyanezen közhelyet ismételgetik. A régészeti feltárások azonban mást is elárulnak a szkíták életmódjáról. Ahol a természeti viszonyok lehetővé tették, letelepedtek, és szántóföldjeiket, kertjeiket művelték, istállózó állattartást is folytattak stb. Az ásatások nyomán nagy kiterjedésű, vélhetően hosszú évtizedeken át használt falusias településeik kerültek napvilágra. Folyók mentén, vízjárta helyeken, az ártér síkjából kiemelkedő magaslatokon félig földbe mélyített, négyszögletes vagy kerek, agyaggal tapasztott vesszőfonatból készített, valószínűleg szalmatetős házaik álltak.
A késő bronzkori lakosság, mint mondottuk, a szkíták uralma alatt is tovább folytatta megszokott életét. Gyártotta cserépedényeit, korong nélkül készített behúzott peremű tálait, bögréit és virágcserép alakú urnáit.
A korai szkíták népe honosította meg a Kárpát-medencében a fazekaskorong használatát. A korong, s ezen kívül még a kovácsfújtató és a kétágú horgony megalkotását Sztrabón – Ephoroszra hivatkozva – Anakharszisznak tulajdonítja. (Anakharszisz a királyi szkíták uralkodócsaládjának sarja volt.) A vas fegyverek készítését pedig forrásaink egy Szaneunosz (Σανευνος) nevezetű szkíta férfiú érdemeként tüntetik fel.
A szkíta kori lakosság temetkezési szokásait mindenekelőtt a halottak iránti nagyfokú tisztelet jellemezte. Erre utal nem csupán a gazdag sírmelléklet – étel- és italáldozat, ékszerek, fegyverek, használati tárgyak –, hanem az elhunyt másvilági otthonának gondos kialakítása is. A halottakat elhamvasztották vagy elföldelték. A hamvakat urnába gyűjtötték vagy a sírgödörbe szórták. A holttesteket rendszerint jobb vagy bal oldalukra fektetve temették el. A szkíta sírok között kelta temetkezések is előbukkannak.
Az i. e. 4. században az Alföldön megjelentek a kelták, és később az Erdélyi-medencében is megtelepedtek. Békés kapcsolatokat ápoltak a helyi, szkíta kori lakossággal. Kelták, szkíták és trákok hamarosan össze is vegyültek.

## További ismertetők
- Tóth F. Márton (2010): Aranyszarvasok az Alföldön – A szkítakori elit emlékei Magyarországon 1. Sírásók naplója – régész blog
- Tóth F. Márton (2010): Aranyszarvasok az Alföldön – A szkítakori elit emlékei Magyarországon 2. Sírásók naplója – régész blog